# Adesão da Macedónia do Norte à União Europeia
A adesão da Macedônia/Macedónia do Norte à União Europeia está na agenda atual para o alargamento futuro da União Europeia. A Macedônia do Norte é candidata à adesão à União Europeia desde dezembro de 2005, durante a realização do Conselho Europeu, mas ainda não entrou em negociações de adesão. Apresentou o seu pedido de adesão em 22 de março de 2004, treze anos após a sua independência da Iugoslávia. Em junho de 2014, era um dos seis países candidatos, juntamente com Albânia, Islândia, Montenegro, Sérvia e Turquia, após a última rodada de ampliação que aceitou a adesão da Croácia. Entre os obstáculos atuais à adesão plena está a contínua objeção da Grécia sobre o nome do país, que é também a razão pela qual ele é oficialmente tratado pela União Europeia com a denominação provisória "Antiga República Iugoslava da Macedônia", ao invés de seu nome constitucional "República da Macedônia". A adesão à União Europeia foi definida como a mais alta prioridade estratégica para o governo do país. A sua adesão é presentemente descrita como uma perspectiva de "médio e longo prazo".
O lema do governo para a candidatura é "O Sol também é uma estrela", referindo-se ao sol da bandeira da Macedônia do Norte sendo exibido entre as outras estrelas da bandeira da Europa, no logotipo oficial da candidatura.
A Macedônia do Norte recebe atualmente 1,3 bilhões de euros de ajuda ao desenvolvimento até 2020 do Instrumento de assistência de pré-adesão, um mecanismo de financiamento para os países candidatos à União Europeia.
Em 27 de junho de 2018, após a retirada do veto grego como parte do Acordo de Prespes para a mudança do nome do país para a "República da Macedônia do Norte", a União Europeia aprovou o início das negociações de adesão, previstas para 2019, desde que certas condições sejam cumpridas.

## Progresso das negociações
| Capítulos do acervo                                                | Avaliação inicial da Comissão          | Início do processo | Conclusão do processo | Capítulo aberto | Capítulo encerrado |
| ------------------------------------------------------------------ | -------------------------------------- | ------------------ | --------------------- | --------------- | ------------------ |
| 1. Livre Circulação de Mercadorias                                 | Muito difícil de adotar                | –                  | –                     | –               | –                  |
| 2. Livre Circulação de Trabalhadores                               | São necessários mais esforços          | –                  | –                     | –               | –                  |
| 3. Direito de Estabelecimento e Livre Prestação de Serviços        | São necessários mais esforços          | –                  | –                     | –               | –                  |
| 4. Livre Circulação de Capitais                                    | São necessários mais esforços          | –                  | –                     | –               | –                  |
| 5. Contratos Públicos                                              | São necessários esforços consideráveis | –                  | –                     | –               | –                  |
| 6. Direito das Sociedades                                          | São necessários esforços consideráveis | –                  | –                     | –               | –                  |
| 7. Direito da Propriedade Intelectual                              | Muito difícil de adotar                | –                  | –                     | –               | –                  |
| 8. Política de Concorrência                                        | Muito difícil de adotar                | –                  | –                     | –               | –                  |
| 9. Serviços Financeiros                                            | São necessários mais esforços          | –                  | –                     | –               | –                  |
| 10. Sociedade da Informação e Meios de Comunicação Social          | São necessários esforços consideráveis | –                  | –                     | –               | –                  |
| 11. Agricultura e Desenvolvimento Rural                            | São necessários esforços consideráveis | –                  | –                     | –               | –                  |
| 12. Segurança dos Alimentos, Política Veterinária e Fitossanitária | São necessários esforços consideráveis | –                  | –                     | –               | –                  |
| 13. Pescas                                                         | Não são esperadas grandes dificuldades | –                  | –                     | –               | –                  |
| 14. Política de Transportes                                        | São necessários esforços consideráveis | –                  | –                     | –               | –                  |
| 15. Energia                                                        | São necessários esforços consideráveis | –                  | –                     | –               | –                  |
| 16. Fiscalidade                                                    | Não são esperadas grandes dificuldades | –                  | –                     | –               | –                  |
| 17. Política Económica e Monetária                                 | Não são esperadas grandes dificuldades | –                  | –                     | –               | –                  |
| 18. Estatísticas                                                   | Não são esperadas grandes dificuldades | –                  | –                     | –               | –                  |
| 19. Política Social e Emprego                                      | São necessários esforços consideráveis | –                  | –                     | –               | –                  |
| 20. Política Empresarial e Industrial                              | Não são esperadas grandes dificuldades | –                  | –                     | –               | –                  |
| 21. Redes Transeuropeias                                           | Não são esperadas grandes dificuldades | –                  | –                     | –               | –                  |
| 22. Política Regional e Coordenação dos Instrumentos Estruturais   | São necessários esforços consideráveis | –                  | –                     | –               | –                  |
| 23. Sistema Judiciário e Direitos Fundamentais                     | São necessários esforços consideráveis | –                  | –                     | –               | –                  |
| 24. Justiça, Liberdade e Segurança                                 | São necessários esforços consideráveis | –                  | –                     | –               | –                  |
| 25. Ciência e Investigação                                         | Não são esperadas grandes dificuldades | –                  | –                     | –               | –                  |
| 26. Educação e Cultura                                             | Não são esperadas grandes dificuldades | –                  | –                     | –               | –                  |
| 27. Ambiente                                                       | Não são esperadas grandes dificuldades | –                  | –                     | –               | –                  |
| 28. Consumidores e Proteção da Saúde                               | São necessários mais esforços          | –                  | –                     | –               | –                  |
| 29. União Aduaneira                                                | São necessários esforços consideráveis | –                  | –                     | –               | –                  |
| 30. Relações Externas                                              | Não são esperadas grandes dificuldades | –                  | –                     | –               | –                  |
| 31. Política Externa de Segurança e Defesa                         | Não são esperadas grandes dificuldades | –                  | –                     | –               | –                  |
| 32. Controlo Financeiro                                            | Muito difícil de adotar                | –                  | –                     | –               | –                  |
| 33. Disposições Financeiras e Orçamentais                          | Não são esperadas grandes dificuldades | –                  | –                     | –               | –                  |
| 34. Instituições                                                   | Nada a adotar                          | –                  | –                     | –               | –                  |
| 35. Diversos                                                       | Nada a adotar                          | –                  | –                     | –               | –                  |
| Progresso                                                          |                                        | 0 de 33            | 0 de 33               | 0 de 33         | 0 de 33            |